# Granat No. 82

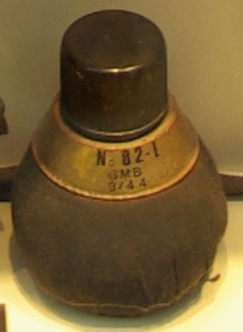

№ 82 Gammon – brytyjski granat ręczny z okresu II wojny światowej, używany powszechnie przez alianckich spadochroniarzy oraz dostarczany partyzantom w całej Europie. Składał się z 2 oddzielnych części – zapalnika i materiału wybuchowego, które były łączone bezpośrednio przed użyciem. Złożony miał około 40 cm długości.